# Terra a palla di neve

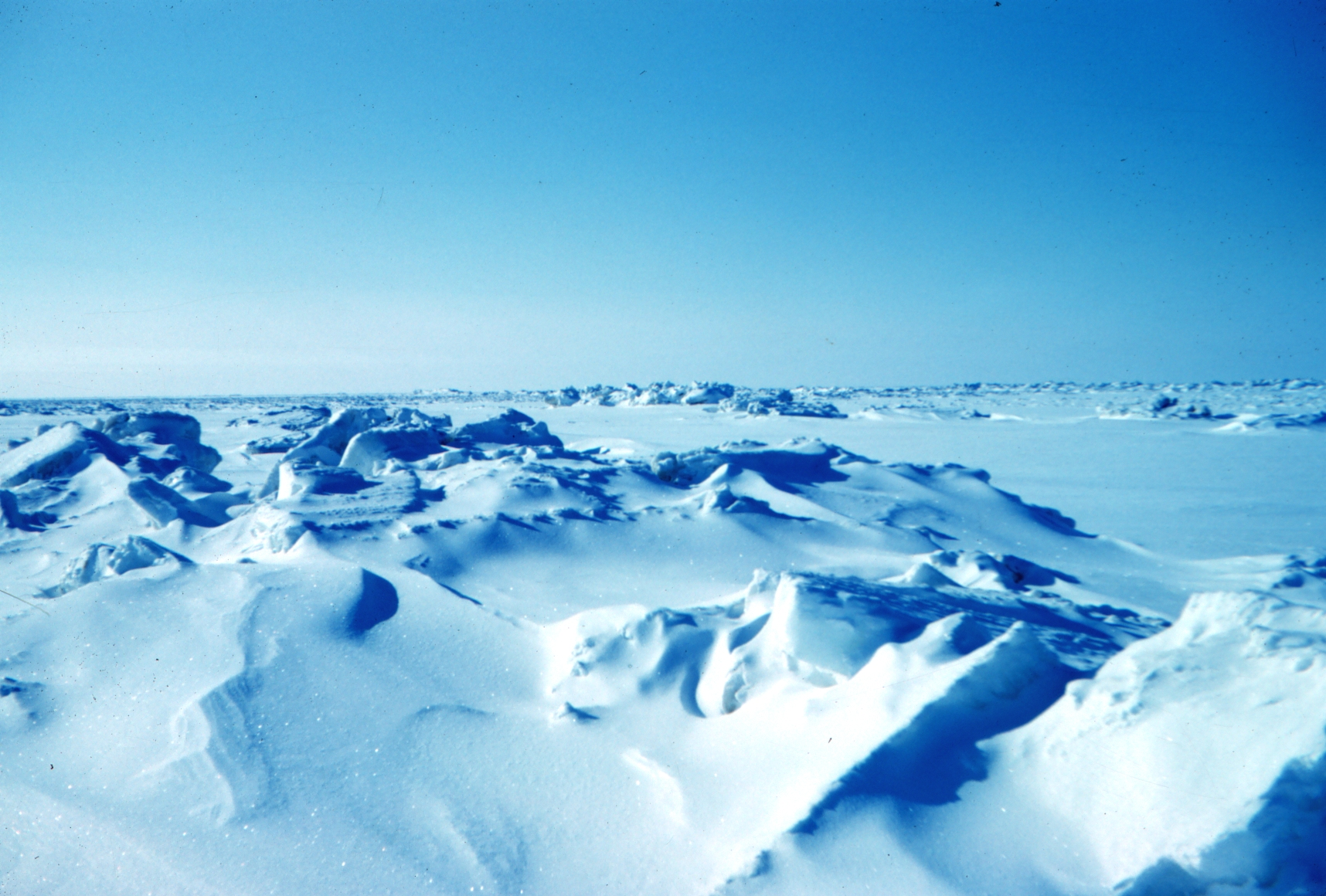
Foto della banchisa (Alaska).
Forse si presentava così l'intera superficie terrestre durante la glaciazione denominata "Terra a palla di neve"

L'espressione "Terra a palla di neve" (Snowball Earth in inglese) fa riferimento ad una teoria scientifica secondo cui il nostro pianeta in epoche molto remote (Proterozoico) avrebbe attraversato dei periodi di abbassamento drastico della temperatura durante i quali la superficie della Terra fu completamente ricoperta di ghiaccio. L'effettiva occorrenza e il numero di tali eventi rimane al momento oggetto di controversia. I suoi sostenitori affermano che tale ipotesi spiegherebbe meglio di ogni altra la presenza di depositi sedimentari, generalmente ritenuti di origine glaciale, alle latitudini tropicali, oltre ad altre enigmatiche caratteristiche presenti nelle registrazioni geologiche. Gli oppositori contestano invece le implicazioni di tali prove geologiche e la possibilità stessa che tale fenomeno geofisico possa verificarsi. Secondo uno dei maggiori sostenitori di questa teoria, lo studioso statunitense Joseph L. Kirschvink, ci sarebbero stati quattro episodi di questo tipo avvenuti tra i 590 ed i 900 milioni di anni fa, e uno più remoto, circa due miliardi di anni fa.

## Fasi della glaciazione secondo la teoria

### Frammentazione del supercontinenteRodinia
Successivamente alla formazione del supercontinente Rodinia, in loco si verificarono una serie di sconvolgimenti tettonici che portarono progressivamente alla frantumazione dello stesso. In tal modo si formarono numerosi rift e dorsali da cui fuoriusciva lava basaltica proveniente dal mantello terrestre, che ricoprì gran parte del granito che formava la superficie continentale.

### Assorbimento dell'anidride carbonica dall'atmosfera
Il basalto, essendo una roccia porosa, viene erosa molto più facilmente del granito e pertanto, a parità di tempo, la quantità di basalto asportata dai fiumi è maggiore della corrispettiva in granito.
Una volta dissolte in acqua, le componenti minerali delle rocce assorbono di norma una parte dell'anidride carbonica disciolta nell'acqua stessa; dopo essersi legati alla CO2, i minerali tendono a precipitare sul fondale marino come sedimenti. Questo fenomeno provoca una carenza di anidride carbonica nelle acque marine che viene compensata dallo scioglimento in acqua di una grossa quantità di CO2 proveniente dall'atmosfera: in pratica il mare la assorbe come una vera e propria "spugna". Quindi, a parità di tempo, si può dire che la roccia basaltica "consumi" più anidride carbonica (circa 8 volte di più) della corrispondente roccia granitica.

### Il consumo di CO2riduce l'effetto serra
In seguito alla frantumazione di Rodinia, il consumo di anidride carbonica provocato dall'erosione del basalto aumentò ad un livello tale da superare, a parità di periodo, il quantitativo emesso dalle eruzioni vulcaniche, provocando così una netta diminuzione dell'effetto serra sul pianeta, dato che la CO2 è uno dei cosiddetti gas serra ovvero uno di quei gas che provoca questo fenomeno.

### Formazione delle calotte polari
A seguito di questa catena di eventi la temperatura media del globo iniziò a scendere e le calotte polari, quasi del tutto inesistenti prima della frantumazione di Rodinia, iniziarono a espandersi. Inoltre il ghiaccio, riflettendo la luce solare, accelerò ulteriormente il raffreddamento del pianeta che, come già detto, era stato favorito dall'assottigliamento dello strato di gas serra.

### La Terra diventa una "palla di neve"

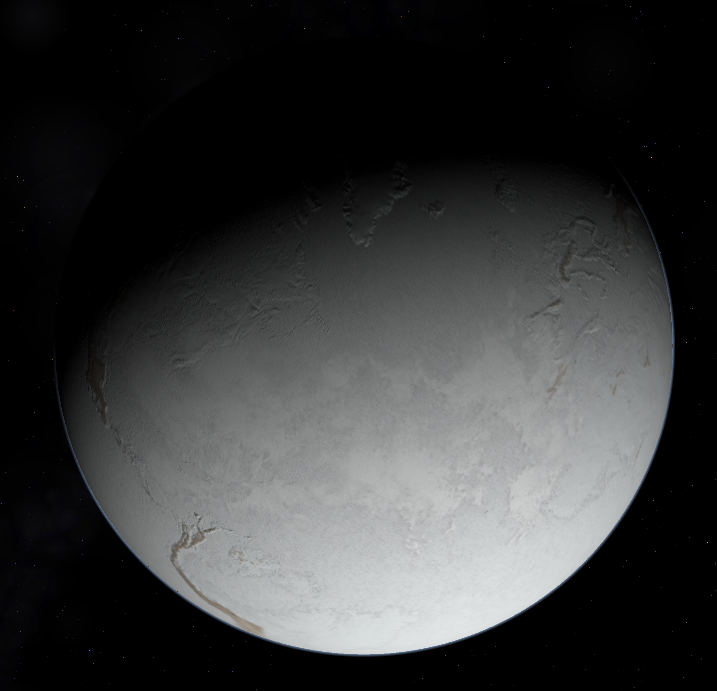
Rappresentazione della Terra a glaciazione ultimata, si può notare come solo le catene montuose riescano ad emergere dalla coltre di ghiaccio.

Più la superficie terrestre veniva coperta dal ghiaccio, più la temperatura scendeva. Si avviava così una retroazione che in poche migliaia di anni portò i ghiacciai a ricoprire quasi tutto il pianeta; il ghiaccio arrivò perfino all'equatore, la zona notoriamente più mite del globo, dove era spesso circa 3 metri.
La Terra, salvo alcune zone in prossimità dei vulcani, aveva assunto l'aspetto di una enorme palla di neve (snowball, in inglese).

## Fine della glaciazione
In seguito a questo evento la banchisa, ricoprendo interamente il mare terrestre, impedì il processo di dissoluzione della roccia basaltica che per tanto tempo aveva alimentato questa glaciazione e i gas serra dell'atmosfera ripresero ad aumentare.
Nel contempo circa il 99% delle forme di vita esistenti sulla Terra (per lo più batteri) si era estinta. Il restante 1% sopravvisse grazie alle sorgenti calde sottomarine oppure perché si trovava nei pressi dell'equatore, dove il minor spessore del ghiaccio permise alla luce solare di passare, seppur ridotta in intensità.
Dopo qualche migliaio di anni, il livello di gas serra era giunto a un punto tale da essere circa 350 volte maggiore di quello dei giorni d'oggi. L'effetto serra che ne derivò fu molto intenso e favorì lo scioglimento dei ghiacci; a poco a poco la situazione climatica della Terra tornò ad essere simile a quella antecedente alla frammentazione del supercontinente Rodinia. Inoltre il ghiaccio aveva eroso fortemente l'oramai frammentato Rodinia e aveva riportato in superficie lo strato granitico precedentemente sepolto.